# Mauny
Mauny – miejscowość i gmina we Francji, w regionie Normandia, w departamencie Sekwana Nadmorska. Przez miejscowość przepływa Sekwana. 
Według danych na rok 1990 gminę zamieszkiwało 129 osób, a gęstość zaludnienia wynosiła 13 osób/km² (wśród 1421 gmin Górnej Normandii Mauny plasuje się na 769. miejscu pod względem liczby ludności, natomiast pod względem powierzchni na miejscu 356.).